# Luca Parmitano
Luca Parmitano (* 27. září 1976 Paternò, Sicílie, Itálie) je pilot italského vojenského letectva, od roku 2009 je členem oddílu astronautů Evropské kosmické agentury (ESA). Jeho první kosmický let započal 28. května 2013 a skončil zdárně 11. listopadu téhož roku, byl členem Expedice 36/37 na Mezinárodní vesmírné stanici.

## Mládí, pilot
Luca Parmitano pochází ze sicilského města Paternò, roku 1995 absolvoval Vědecké lyceum Galilea Galilei (Liceo Scientifico Statale `Galileo Galilei´) v Catanii. Poté studoval na Univerzitě Fridricha II. (Università Federico II), stal se bakalářem politických věd. Vstoupil do armády a roku 2000 dokončil Vojenskou leteckou akademii (Accademia Aeronautica). Další rok byl poslán na pilotní výcvik do Spojených států. V letech 2001–2009 sloužil jako pilot italského vojenského letectva, létal na bitevních letounech AMX. Nalétal na 2000 hodin, polovinu na typu AMX, celkem pilotoval 40 typů letadel a vrtulníků.

## Astronaut

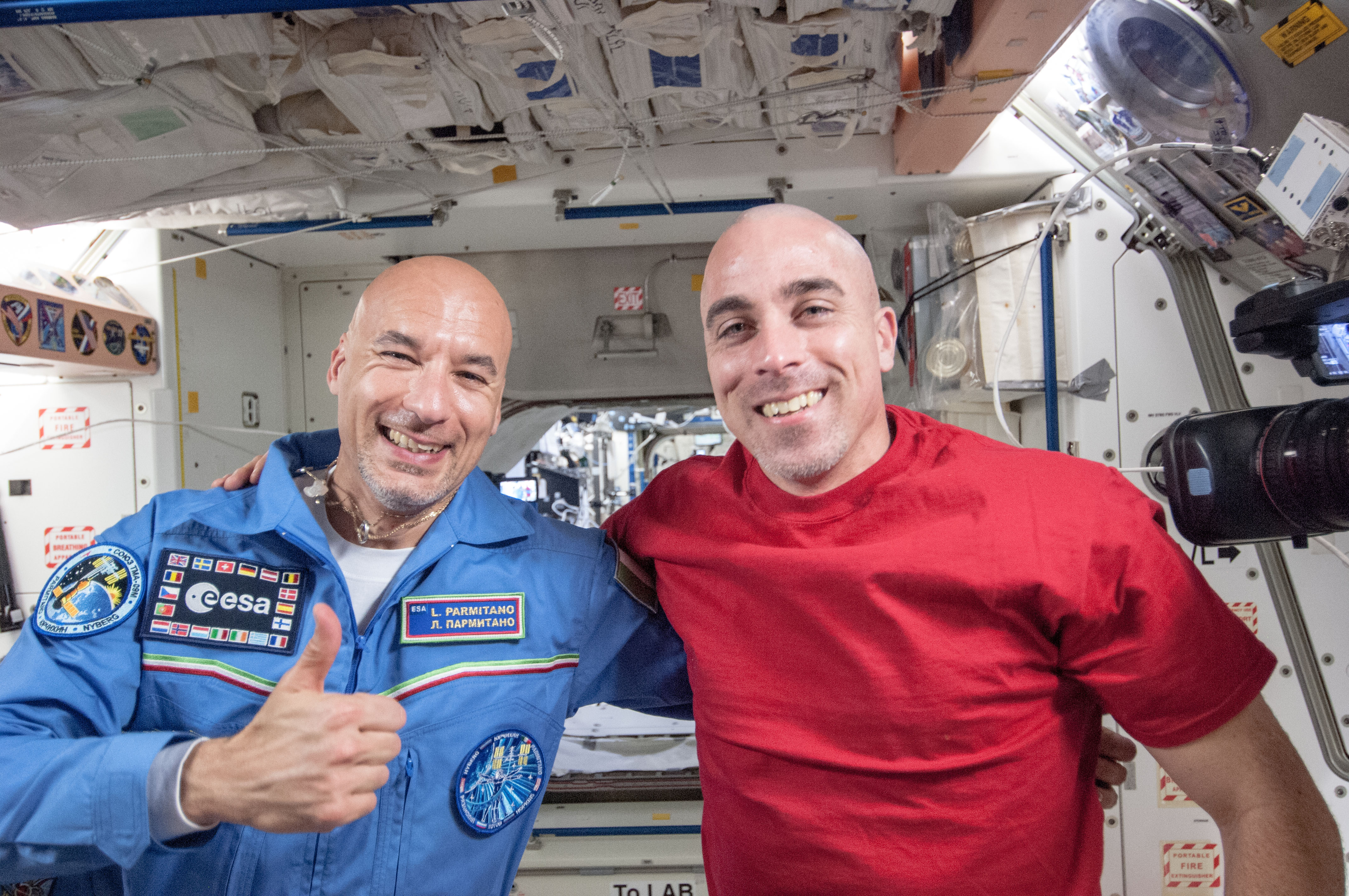
Luca Parmitano (vlevo) s Christoperem Cassidym na stanici ISS

Roku 2008 se přihlásil do 4. náboru astronautů Evropské kosmické agentury (ESA), uspěl a 20. května 2009 byl zařazen do oddílu astronautů ESA. Základní výcvik v Evropském astronautickém středisku (European Astronaut Centre) v Kolíně nad Rýnem oficiálně zakončil 22. listopadu 2010.
V prosinci 2010 byl zařazen do posádky Expedice 36/37 na Mezinárodní vesmírnou stanici (ISS). Do posádky byl začleněn na základě dohody mezi NASA a italskou kosmickou agenturou ASI, jmenování oficiálně potvrdila ESA 18. února 2011.
V květnu 2013 vzlétl do vesmíru jako palubní inženýr posádky Sojuzu TMA-09M s Fjodorem Jurčichinem a Karen Nybergovou, po šestihodinovém letu se připojili k ISS. Na stanici pracoval ve funkci palubního inženýra Expedic 36 a 37, s Christopherem Cassidym provedl dva výstupy do otevřeného vesmíru. Jeho první výstup byl i prvním výstupem Itala do vesmíru, jeho druhý EVA musel být předčasně ukončen. Na vině byla přibývající voda ve skafandru astronauta, kterou zapříčil rozbitý vodní separátor, který měl regulovat vlhkost ve skafandru. Jeho ucpání vedlo k přelévání vody nejprve k nasávání kyslíku, poté do helmy a posledně i k obličeji astronauta. V posledních minutách návratu ani nemohl komunikovat, když měl vodu v nose, ústech, očích i v radiové aparatuře. Vlhkost v helmě skafandru EMU byla běžným jevem, proto ji řídící středisko NASA nebralo dostatečně vážně. Někteří odborníci hovoří o Normalizaci odchylky (tj. kdy se z odchylek (problémů) pomalu stávají normy, něco jako běžná součást mise), která zapříčinila například havárii raketoplánů Challenger a Columbia.
Na Zem se trojice Jurčichin, Parmitano, Nybergová vrátila v Sojuzu TMA-09M 11. listopadu 2013. Jejich kosmický let trval 166 dní, 6 hodin a 18 minut; oba Parmitanovy výstupy dohromady 7 hodin a 39 minut. V květnu 2018 byl vybrán na Expedici 60/61. Parmitano odstartoval na palubě lodi Sojuz MS-13 20. července 2019. Na stanici při výstupech do otevřeného vesmíru opravili spektrometr AMS-2. Přistáli 6. února 2020.
Luca Parmitano je ženatý, má dvě dcery.